# Rhyacophila banksi
Rhyacophila banksi är en nattsländeart som beskrevs av Ross 1944. Rhyacophila banksi ingår i släktet Rhyacophila och familjen rovnattsländor. Inga underarter finns listade i Catalogue of Life.